# 苏民生
苏民生（1939年—2013年10月21日），男，台湾彰化人，中华人民共和国政治人物，中华全国台湾同胞联谊会原副会长，第九届全国政协委员。